# Oneus
Oneus (prononcé en anglais « One Us », hangeul : 원어스, RR : Won-eoseu) est un boys band de K-pop sud-coréen formé par le label Rainbow Bridge World en 2019. Le groupe est constitué de cinq membres : Seoho, Leedo, Keonhee, Hwanwoong et Xion.
Le groupe fait ses pré-débuts avec la chanson Last Song en featuring avec le groupe Onewe. Leur premier mini-album s'intitule Light Us, sorti le 9 janvier 2019, avec comme titre principal Valkyrie.

## Histoire

### 2019: débuts avec LIGHT US
Leur premier extended play, Light US, est sorti le 9 janvier, avec Valkyrie comme titre principal. Une première prestation est présentée le jour de la sortie de l'album au Yes24 Live Hall. Le groupe fait ensuite ses débuts officiels dans le programme de musique M Countdown, le 10 janvier.
Le 11 mars, il est annoncé que Ravn arrêterait temporairement les activités au sein du groupe pour résoudre des problèmes personnels et de santé, et qu'il reviendrait à la fin du mois d'avril.
Oneus dévoile ensuite son second extended play, intitulé Raise Us, le 29 mai, avec comme titre principal Twilight.
Ils terminent leur trilogie d'extended plays Us en septembre, avec la sortie de leur mini-album Fly with Us et la chanson phare Lit. Par la suite, ils entament une tournée dans six villes aux États-Unis.

### 2020:In Its Time,Road to Kingdom,Come Back HomeetLived
Le 20 mars, il est annoncé qu'Oneus participerait à l'émission de téléréalité musicale, Road to Kingdom, produite par Mnet, en compétition avec d'autres groupes comme Pentagon ou encore The Boyz. Le groupe termine en quatrième position avec le titre Come Back Home.
Le groupe revient également sur le devant de la scène avec le single A Song Written Easily, extrait de leur nouvel extended play In Its Time, le 24 mars.
Le 27 juillet, le groupe révèle le clip vidéo de leur titre Come Back Home, chanson qu'ils avaient créé pour l'émission Road to Kingdom.
Le 29 juillet, Oneus annonce son retour prévu pour le 19 août avec un nouvel opus intitulé Lived.

### 2021:DeviletBinary Code
Le 19 janvier, le groupe sort son premier album studio intitulé Devil, composé de onze pistes, dont leur single phare, No Diggity.
Le 11 mai, le groupe fait son retour avec son cinquième EP, intitulé Binary Code, avec la chanson phare Black Mirror.

### 2022: Tournée américaine
En février 2022, le groupe commence une tournée américaine comportant douze concerts, dont à New-York, Los Angeles ou encore de plus petites villes tels que Wilkes-Barre.
Le 17 mai, ils font leur retour avec le septième EP, Trickster et le single Bring It On.
En août, le groupe annonce un nouveau retour prévu pour le 5 septembre avec le huitième EP, Malus.
Le 27 octobre, et après plusieurs semaines de controverse, le label du groupe annonce le départ du rappeur Ravn à la suite d'accusations à son encontre.

## Membres
Adapté depuis le profil du groupe sur le site officiel de Rainbow Bridge World,.
| Nom de scène | Nom de scène | Nom de naissance       | Nom de naissance | Date de naissance | Nationalité  | Positions                                  |
| Romanisé     | Coréen       | Romanisé               | Coréen           | Date de naissance | Nationalité  | Positions                                  |
| ------------ | ------------ | ---------------------- | ---------------- | ----------------- | ------------ | ------------------------------------------ |
| Seoho        | 서호         | Lee Seo-ho/Lee Gun-min | 이서호/이건민    | 7 juin 1996       | Sud-coréenne | Chanteur                                   |
| Leedo        | 이도         | Kim Gun-hak            | 김건학           | 26 juillet 1997   | Sud-coréenne | Rappeur, chanteur                          |
| Keonhee      | 건희         | Lee Keon-hee           | 이건희           | 27 juin 1998      | Sud-coréenne | Chanteur                                   |
| Hwanwoong    | 환웅         | Yeo Hwan-woong         | 여환웅           | 26 août 1998      | Sud-coréenne | Danseur, chanteur                          |
| Xion         | 시온         | Son Dong-ju            | 손동주           | 10 janvier 2000   | Sud-coréenne | Chanteur, visuel et maknae (le plus jeune) |

### Anciens membre
| Nom de scène | Nom de scène | Nom de naissance | Nom de naissance | Date de naissance | Nationalité  | Positions                     | Date de départ  |
| Romanisé     | Coréen       | Romanisé         | Coréen           | Date de naissance | Nationalité  | Positions                     | Date de départ  |
| ------------ | ------------ | ---------------- | ---------------- | ----------------- | ------------ | ----------------------------- | --------------- |
| Ravn         | 레이븐       | Kim Young-jo     | 김영조           | 2 septembre 1995  | Sud-coréenne | Rappeur, chanteur, producteur | 27 octobre 2022 |

## Discographie

### Album(s) studio
| Titre | Détails                                                                                       | Positions | Ventes         |
| Titre | Détails                                                                                       | COR       | Ventes         |
| ----- | --------------------------------------------------------------------------------------------- | --------- | -------------- |
| Devil | - Sortie : 19 janvier 2021 - Label : RBW - Formats : CD, téléchargement de musique, streaming | 2         | - COR : 98,014 |

### Singles
| Année                                                                         | Titres                                   | Meilleures positions | Meilleures positions | Meilleures positions | Meilleures positions | Ventes                            | Album(s)           |
| Année                                                                         | Titres                                   | COR                  | JAP                  | HOT                  | MON                  | Ventes                            | Album(s)           |
| Sud-coréens                                                                   | Sud-coréens                              | Sud-coréens          | Sud-coréens          | Sud-coréens          | Sud-coréens          | Sud-coréens                       | Sud-coréens        |
| ----------------------------------------------------------------------------- | ---------------------------------------- | -------------------- | -------------------- | -------------------- | -------------------- | --------------------------------- | ------------------ |
| 2019                                                                          | Valkyrie (발키리)                        | —                    | —                    | —                    | 15                   | Non communiquées                  | Light Us           |
| 2019                                                                          | Twilight (태양이떨어진다)                | —                    | —                    | —                    | —                    | Non communiquées                  | Raise Us           |
| 2019                                                                          | Lit (가자)                               | —                    | —                    | —                    | 14                   | Non communiquées                  | Fly With Us        |
| 2020                                                                          | A Song Written Easily (쉽게 쓰여진 노래) | —                    | —                    | —                    | 11                   | Non communiquées                  | In Its Time        |
| Japonais                                                                      |                                          |                      |                      |                      |                      |                                   |                    |
| 2019                                                                          | Twilight                                 | —                    | 4                    | 17                   | —                    | - JAP : plus de 34 549 (physique) | Non-album, singles |
| 2019                                                                          | 808                                      | —                    | 3                    | 15                   | —                    | - JAP : plus de 36 325 (physique) | Non-album, singles |
| "—" indique que le single ne s'est pas classé ou n'est pas sorti dans ce pays |                                          |                      |                      |                      |                      |                                   |                    |

### Collaborations
| Année                                                                         | Titres                 | Meilleures positions | Ventes           | Album(s)      |
| Année                                                                         | Titres                 | COR                  | Ventes           | Album(s)      |
| ----------------------------------------------------------------------------- | ---------------------- | -------------------- | ---------------- | ------------- |
| 2018                                                                          | Last Song (avec Onewe) | —                    | Non communiquées | We Will Debut |
| "—" indique que le single ne s'est pas classé ou n'est pas sorti dans ce pays |                        |                      |                  |               |

## Récompenses et nominations

### Genie Music Awards
Genie Music Awards est un grand concours de musique se passant chaque année en Corée du Sud, organisé par Genie Music avec son réseau de partenaires.
| Année | Catégorie               | Travail nommé | Résultat   | Réf.              |
| ----- | ----------------------- | ------------- | ---------- | ----------------- |
| 2019  | Nouvel artiste masculin | Oneus         | Nomination | [réf. nécessaire] |

### Seoul Music Awards
Les Seoul Music Awards sont une remise de prix fondée en 1990 qui est présentée chaque année par Sports Seoul pour ses réalisations exceptionnelles dans l'industrie de la musique en Corée du Sud.
| Année | Catégorie           | Travail nommé | Résultat   | Réf.              |
| ----- | ------------------- | ------------- | ---------- | ----------------- |
| 2020  | Nouvel artiste      | Oneus         | Nomination | [réf. nécessaire] |
| 2020  | Prix de popularité  | Oneus         | Nomination | [réf. nécessaire] |
| 2020  | Prix spécial Hallyu | Oneus         | Nomination | [réf. nécessaire] |

### Soribada Best K-Music Awards
Les Soribada Best K-Music Awards sont une remise de prix de musique présentée par Soribada pour célébrer le meilleur de la musique K-pop.
| Année | Catégorie               | Travail nommé | Résultat | Réf.              |
| ----- | ----------------------- | ------------- | -------- | ----------------- |
| 2019  | Meilleur nouvel artiste | Oneus         | Lauréat  | [réf. nécessaire] |

### Autres
| Année | Catégorie                | Prix            | Travail nommé | Résultat | Réf.   |
| ----- | ------------------------ | --------------- | ------------- | -------- | ------ |
| 2019  | Prix de la star montante | Fan et star     | Oneus         | Lauréat  | [ 25 ] |
| 2019  | Idole la plus attendue   | Prix de star KY | Oneus         | Lauréat  |        |